# Никита (канадска ТВ серија)
Никита (фр. La Femme Nikita) канадска је телевизијска серија заснована на француском филму Никита редитеља Лука Бесона.
Радња серије се врти око Никите уличарке коју је регрутовала строго тајна противтерористичка организација Одсек 1 и од ње направила хладнокрвног убицу. У Одсеку 1 важе брутална правила и то су да свако ко није у стању да изврши задатак бива „укинут“ (убијен) и свако ко сазна за постојање Одсека 1 мора бити уклоњен. У серији се такође приказује Никитина лична борба да колико толико сачува саосећајност и хуманост. Ствари се додатно компликују када Никита и њен тренер Мајкл развију романтичну везу која ће такође бити извор сукоба. Пред сам крај серије Никита сазнаје зашто је регрутована у Одсек 1.

## Ликови

### Никита (Пита Вилсон)
Главни протагониста серије. Након што је осуђена на доживотну робију за злочин који није починила Одсек 1 исценира њено самоубиство у затвору и додељује је Мајклу да је обучи за све врсте борби и руковање оружијем. Она брзо напредује у одсеку, као оперативац другог ниво она је ангажована на разним задацима од јако насилних до атентата. Како се радња серије одвија она и Мајкл развијају романтичну везу коју Операција и Медлин доживљавају као претњу за Одсек 1 и предузимају мере да ту везу окончају али Мајкл успева да спасе ситуацију. У петој сезони Никита сазнаје да је шеф центра (организација која контролише све одсеке) господин Џоунс њен отац и да је она регрутован у Одсек 1 са циљем да једнога дана она постане шеф центра.

### Мајкл (Рој Дипи)
Хладнокрван и брутално ефикасан, Мајкл Самјуел је био радикални студенски активиста убрзо после хапшења је регрутован у Одсек 1. Обуку је завршио девет месеци пре рока и одмах је унапређен у оперативца трећег нивоа. Он постаје један од најуспешнијих и најпоштованијих оперативаца. Неколико година касније после смрти његове жене Симон такође оперативца Одсека 1 са којом је се оженио противно вољи Операције и Медлин. Почетком прве сезоне је откривено да је Симон још увек жива али она жртвује себе да би спасила њега и Никиту и освети се својим отмичарима за све године заробљеништва и тортуре. Дубоко потресен овим он се емотивно потпуно искључује и то се неће променити све док Никита не уђе у организацију. Оно што компликује однос Никите и Мајкла је и његов брак са Еленом Вацек ћерком окорелог терористе којег Одсек јури скоро читаву деценију, из овог брака има сина Адама. После десет година у одсеку он је теренски оперативац петог нивоа и вођа тима и особа која ће највероватније постати шеф Одсека 1.

### Оперативни (Јуџин Роберт Глејзер)
Шеф Одсека 1 оперативац деветог нивоа. Вијетнамски ветеран поручник Пол Вулф регрутован је у Одсек 1 противно својој вољи мало пре пада Сајгона. Лукав и вођен сопственим амбицијама Операција руши оснивача и шефа Одсека 1 Адријану, преузимајући контролу за себе. Операција користи Одсек 1 као сопствену базу моћи тако што контролише разне диктаторе широм света. Његова жудња за моћи доводи га у директан конфликт са Џорџом шефом надзора. Он је такође неповерљив према Никити и неколико пута покушава да је убије али и он је приморан да прихвати њен успех у извршавању задатака. Он бива убијен у покушају да спречи отмицу Мајкловог сина и бива замењен Никитом на месту шефа Одсека 1.

### Медлин (Алберта Ватсон)
Оперативац деветог нивоа, главни стратег и психијатар Одсека 1. Медлин је најближа сарадница Операције и његова особа од поверења. Главна персонификација Медлин је хладнокрвност и ефикасност у извршавању својих задатака који неретко подразумевају бруталну тортуру заробљених терориста ради прикупљања информација. Она је велики манипулатор и познаје сваког оперативца од А до Ш и зна на коју карту треба да одигра да би од некога добила нешто. Она такође долази у сукоб са Никитом коју она доживљава као претњу за њену контролу одсека. Она ће покушати да убије Никиту али неће успети и то ће довести до непредвидљивих последица по њу. Она извршава самоубиство на крају четврте сезоне.

### Биркоф/Крафорд (Метју Фергусон)
Оперативац четвртог нивоа, шеф комуникација и компјутерски геније. Он је координатор сваке мисије Одсека. Његов најближи пријатељ је Валтер. Много година касније Биркоф сазнаје да напољу има брата близанца и да су он и његов брат били део психолошког упоређивања Одсека 1 у којем је он задржан у Одсеку 1 а његов брат Џејсон дат на усвајање. Валтер му признаје да је он одлучио бацањем новчића који брат остаје у одсеку, ово трајно квари њихове односе. Трагично је настрадао током једног свог пројекта који се отео контроли. На место шефа комуникација долази Квин а његов брат Џејсон је регрутован од стране Одсека 1 и послат у центар.

### Волтер (Дон Френкс)
Оперативац седмог нивоа, шеф оружарнице. Он је најстарији оперативац Одсека 1 он је одговоран за прављење нових геџета, алатки и оружја за оперативце. Он постаје близак пријатељ са Никитом и помаже јој у прикривању њене везе са Мајклом. Њега је неколико пута Операција поштедео укидања, на крају серије он открива да је током Вијетнамског рата спасао живот Операцији.

## Сезоне
Укупно је емитовано пет сезона, серија је првобитно била укинута на крају четврте сезоне али је након успешне интернет петиције обожавалаца обновљена за још једну сезону.
| Сезона | Сезона | Епизода | Премијерно емитовање | Премијерно емитовање |
| Сезона | Сезона | Епизода | Почетак емитовања    | Завршетак емитовања  |
| ------ | ------ | ------- | -------------------- | -------------------- |
|        | 1      | 22      | 13. јануар 1997.     | 5. октобар 1997.     |
|        | 2      | 22      | 4. јануар 1998.      | 30. август 1998.     |
|        | 3      | 22      | 3. јануар 1999.      | 29. август 1999.     |
|        | 4      | 22      | 9. јануар 2000.      | 27. август 2000.     |
|        | 5      | 8       | 7. јануар 2001.      | 4. март 2001.        |